# Sambou Traoré
Sambou Traoré, né le 25 novembre 1979 à Paris, est un joueur franco-malien de basket-ball. Il évolue au poste d'ailier fort.

## Biographie
International malien, Sambou Traoré a participé aux championnats d'Afrique en 2001, 2005 et 2009.

## Clubs successifs
- 1998-1999 :  CS Meaux NM3
- 1999-2002 :  Olympique d'Antibes Pro A
- 2002-2003 :  AS Golbey-Epinal Pro B
- 2003-2004 :  FC Mulhouse Basket Pro B
- 2004-2006 :  Stade Clermontois Basket Auvergne Pro A
- 2006-2007 :  ESPE Basket Châlons-en-Champagne Pro B
- 2007-2008 :  ALM Évreux Basket Pro B
- 2008-2009 :  Boulazac Basket Dordogne Pro B
- 2009-2010 :  Stade Clermontois Basket Auvergne Pro B
- 2010-2011 : 
  -  ALM Évreux Basket Pro B
  -  Olympique d'Antibes Pro B
  -  SPO Rouen Basket Pro B
- 2011-2013 :  Limoges CSP Pro B puis Pro A
- 2013- 2014 :  JDA Dijon Pro A
- 2014-2015 : 
  -  ALM Évreux Basket Pro B
  -  Provence Basket Pro B
- 2015-2016 :  Hermine de Nantes Pro B
- 2017 :  Chorale Roanne Basket Pro B
- 2021-2022 :  Sorgues Basket Club NM2

## Palmarès
- Leaders Cup de Pro B : 2017
- Finaliste de la Coupe de France avec le Limoges CSP : 2012
- Champion de France Pro B avec le Limoges CSP : 2012
- Vainqueur du Match des champions avec le Limoges CSP : 2012